# Malise III de Strathearn
 Malise ou  Maol Íosa III de Strathearn (né vers 1257, mort en 1313), 6e comte de Strathearn est issu d'une famille de mormaers gaëliques très ancienne dont les membres adoptent le titre de comte de Strathearn au début du XIIe siècle.

## Origine
Malise ou Maol Íosa III 6e comte de Strathearn nait vers 1261, il est le fils de Malise II de Strathearn, le 5e comte et de sa dernière épouse, Matilde la fille de  Gilbert ou Gibbon Magnusson, comte des Orcades et du Caithness. Il devient un acteur politique important des guerres d'indépendance de l'Écosse et finalement perd son titre et ses domaines dans les troubles de cette période.

## Une fidélité fluctuante
En février 1284 il est l'un des 39 magnats qui acceptent de reconnaître Marguerite dite  « The Maid of Norway » la petite-fille du roi Alexandre III d'Écosse comme héritière présomptive. En 1290, il est présent au Parlement de Birgham où se négocie l'arrangement du mariage de la jeune fille avec le prince de Galles Édouard et il est témoin du traité de Salisbury qui confirme l'union de la jeune Marguerite Ire d'Écosse avec l'héritier de la couronne d'Angleterre.
En juin 1291, il est l'un des auditeurs de Jean Balliol lors de la crise de succession écossaise, et un mois après il jure fidélité à Édouard Ier d'Angleterre comme suzerain de l'Écosse (en anglais Lord Paramount). Il est également présent à Berwick à l'automne de 1292, lors du processus final de désignation de Jean Balliol comme roi d'Écosse. En juillet 1295, il est présent au Parlement de Stirling où l'exercice du pouvoir échappe de facto au roi Jean Balliol. Il participe ensuite au Conseil des douze qui assume le gouvernement du royaume d'Écosse à la place du roi et il scelle la confirmation du traité franco-écossais, l'une des premières initiatives du nouveau Conseil. Au printemps 1296, il prend part à la désastreuse expédition contre Carlisle.
Le comte de Strathearn se soumet au roi d'Angleterre après que ce dernier ait conquis l'Écosse en 1296. Il retrouve ses domaines, mais doit remettre aux Anglais deux de ses fils comme gages de sa bonne volonté. Il revient temporairement à la cause nationale écossaise dans les années 1297–1303, mais il fait de nouveau allégeance à Édouard Ier en 1303 et sert la cause anglaise pendant les trois années suivantes avec toutefois peu d'énergie. Lors des troubles politique de l'été 1306, le comte Malise est capturé par les Anglais, probablement peu après la bataille de Methven en juin, et il est emprisonné au château de Rochester.
L'été suivant il est autorisé à plaider sa cause devant le Conseil anglais afin de justifier son allégeance au rebelle Robert Bruce. Il proclame qu'en mars 1306, il a été capturé et contraint sous peine de mort de rendre l'hommage féodal à Bruce, mais malgré ses protestations de fidélité à l'Angleterre, le comte demeure en captivité. Il est envoyé au château d'York en novembre 1307 et son fils et héritier reste détenu comme otage. Le comte est finalement relâché en novembre 1308, avec l'interdiction de retourner en Écosse jusqu'en 1310, il reçoit ensuite une pension et des dons du souverain anglais.
Le comte de Strathearn démontre une dernière fois sa loyauté au roi d'Angleterre en rejoignant la garnison anglaise de Perth en 1312 et en participant à la défense de la cité contre les assauts du roi Robert Ier en 1313. Ironiquement son fils et héritier combat du côté des Écossais à ce siège, et le vieux comte est fait prisonnier par son propre fils. Bien que sa vie soit épargnée par Robert Bruce, il est contraint de renoncer à son comté en faveur de son fils. Le 6e comte meurt au plus tard en 1317 lorsque son fils ainé et successeur Malise IV est considéré comme ayant été admis dans la paix du roi et il est inhumé dans l'abbaye d'Inchaffray.

## Union et postérité
Malise III de Strathearn épouse vers 1275 une certaine Agnès, peut-être issue de la famille Comyn et vraisemblablement la « comtesse de Starthean » qui selon Jean de Fordun, est accusé au Parlement de 1320 d'avoir pris part à une conspiration ayant pour but d'assassiner le roi Robert Ier d'Écosse. Ils ont quatre enfants dontː
- Malise IV de Strathearn
- Gilbert, suit le roi Édouard Ier en Flandres en 1297, où il est sans doute mort ou est tué.
- Robert, prisonnier come otage à la Tour de Londres en  1297.
- Matilde, épouse Robert, fils de Ralph de Toeni

## Sources
- (en) Cynthia J. Neville  « Strathearn, Malise, sixth earl of Strathearn (b. c.1261, d. in or before 1317),  dans  », Oxford Dictionary of National Biography, Oxford University Press, 2004.
- (en) G.W.S. Barrow Robert Bruce and the Community of the Realm of Scotland E.U.P 4e édition (Edinburgh 2005)  (ISBN 0-7486-2022-2) p. 123, 128, 358, 463 n°89.